# Lithophone

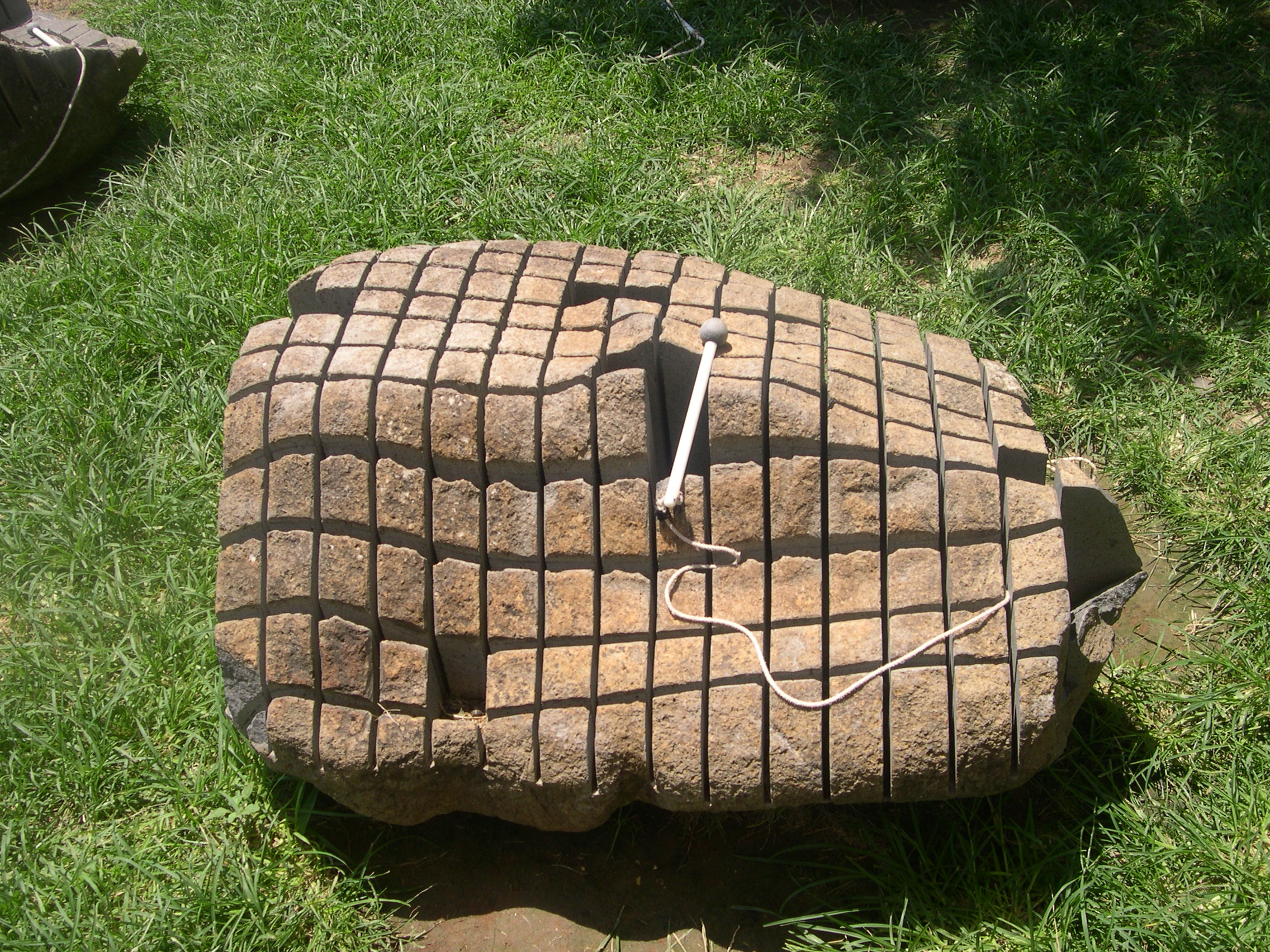
lithophone

Le lithophone (composé du préfixe litho-, du grec ancien λίθος, lithos, « pierre », et du suffixe -phone, du grec ancien φωνή, phônê, « son ») est un instrument de musique datant de la Préhistoire, rencontré en Chine notamment. Il s'agit d'un instrument de percussion de type idiophone formé d'un ensemble de pierres sonores, soit posé à terre soit suspendu par divers moyens, qui est frappé au moyen de baguettes en bois ou d'autres pierres.

## Lithophone et idiophone lithique
Le lithophone est un idiophone lithique.
Dans la classification Hornbostel-Sachs des instruments de musique, établie en 1914 par Erich von Hornbostel et Curt Sachs, le lithophone est un idiophone frappé directement à percussion composé de plaques à percussion groupées. La définition du lithophone qui en résulte est restrictive. Ainsi, le qing (磬), l'antique instrument de musique chinoise composé d'une plaque de pierre, d'ordinaire en forme de L, n'est pas un lithophone, alors que le bianqing (编磬), instrument de musique chinoise traditionnelle qui en est dérivé, est un lithophone.
Certaines roches frappées d’un coup sec par percussion directe ont la propriété d’émettre une sonorité qui continue à résonner pendant un temps plus ou moins long. Les plus connues sont les phonolithes, laves à feldspathoïdes qui doivent leur nom à cette propriété. Percutées, les roches propagent différents types d’ondes élastiques : les ondes de volume, ondes compressionnelles et ondes de cisaillement, d'une part, et les ondes d’interface, telles que l'onde de Rayleigh et l'onde de Love, d'autre part.

## Lithophone et pierre musicale dans l'écriture chinoise
Le lithophone occupe une place importante dans la culture chinoise où le sinogramme 珡, qui représente deux pierres en jade néphrite (玉) suspendues ou fixées par des cordes et a pour signification de base lithophone, entre dans des idéogrammes composés pour exprimer l'idée d'un instrument de musique.
Le caractère 琴, forme complexifiée de 珡, qui désignait à l'origine le guqin et désigne, en japonais classique, le koto, entre dans les idéogrammes composés désignant des instruments de musique traditionnel chinois, tels le guqin (古琴), le huqin (胡琴) et le yueqin (月琴), ou d'usage plus récent, tel le yangqin (扬琴).
Le caractère 声, forme simplifiée de 聲, son produit par une pierre musicale, désigne le son, la voix, le bruit ainsi que le ton et la musique.

## Lithophones anciens
Il est possible qu'aux temps de la préhistoire, dans les grottes, les stalactites, les stalagmites, les draperies stalagmitiques aient servi de lithophones, par exemple dans la grotte du Portel (Ariège, il y a 12 000 ans) et dans les grottes de Cougnac (Lot, il y a 25 000 ans). En effet, on y voit des traces de percussion.
Les lithophones cylindriques subsahariens conservés au musée de l'Homme (Paris, France) seraient les plus anciens lithophones manufacturés connus. Il s'agit de vingt-trois monolithes cylindriques d'environ quatre-vingt centimètres à un mètre de long. Longtemps considérés comme des pilons, leur analyse morphologique a révélé leur propriété acoustique. Le 22 mars 2014, quatre percussionnistes de l’Orchestre national de France ont créé Paléomusique, une œuvre de Philippe Fénelon qui les a utilisés pour un concert au Jardin des Plantes de Paris,.

### Typologie des lithophones

#### Instruments dormants manufacturés

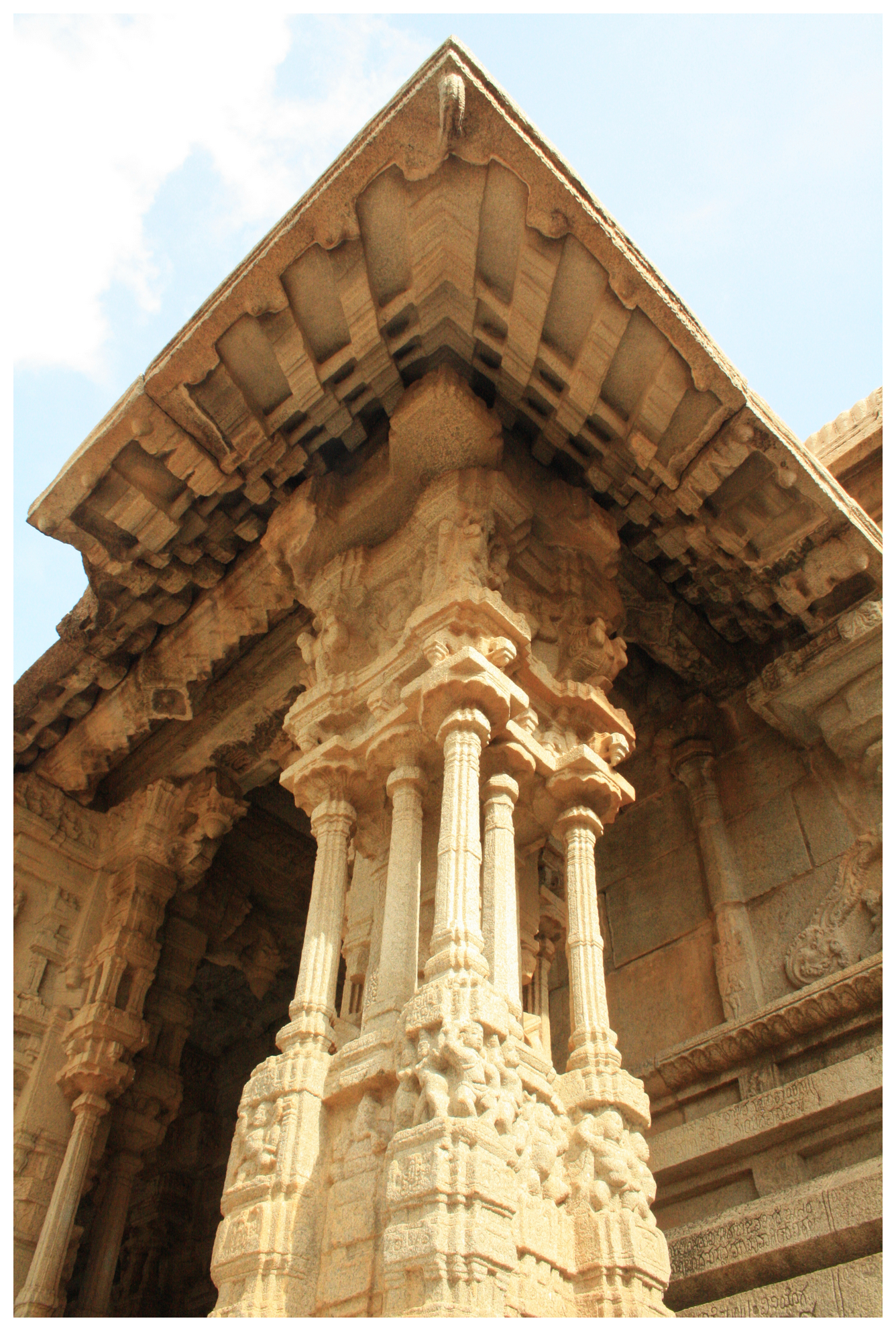
Piliers musicaux du temple de Vitthala.

Au Karnataka (Inde), le temple de Vitthala renferme cinquante-six colonnettes cylindriques de granit sonore.
En France, la cathédrale Notre-Dame de Laon possède une colonnette très haute en calcaire lutétien.

#### Instruments mobiles

##### Instruments mobiles angulaires naturels posés
Des séries de pierres hiératiques gravées sonores ont été découvertes, en 1892, dans les dolérites du sud de l’Inde dans les Kupgal Hill in Bellary district, Karnataka.

##### Instruments mobiles angulaires naturels suspendus

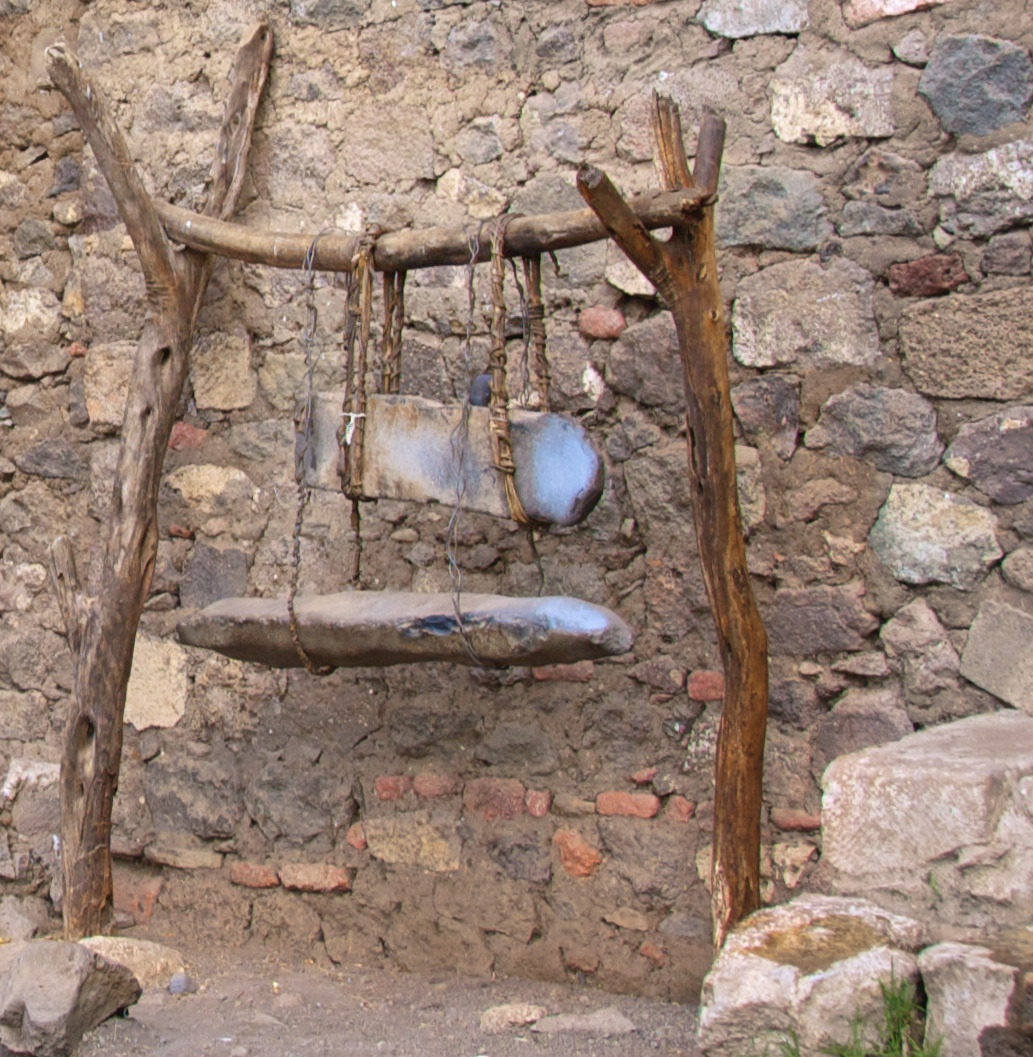
Le lithophone de l'église de Na'akuto La'ab, près de Lalibela, en Amhara (Éthiopie).

Dans le monastère de Debré Tsion dans la vallée Gheralta, dans l'ancienne province du Tigray en Éthiopie, les prêtres jouent d’un ensemble d'instruments mobiles angulaires naturels, suspendus à une branche.

##### Instruments mobiles angulaires manufacturés et posés
En Asie du Sud-Est, au Vietnam, des lames de pierres sonores angulaires taillées ont été découvertes dans le site archéologique de plus de 3 000 ans de Binh Da, dans la province de Dong Nai. À la suite de l’exhumation d’un tumulus, en 1949, Georges Condominas avait mis au jour onze lames lithophoniques taillées par éclats de l’industrie néolithique bacsonienne, à Sar Luk, au Vietnam central, dans l'actuel Đắk Lắk. Daté de près de 5 000 ans, cet ensemble instrumental fut considéré un temps comme le plus ancien du genre.
Fin 1980, deux cents lames lithophoniques ont été découvertes dans les provinces de Dak Lak, de Khanh Hoa, de Dong Nai, de Binh Thuân (commune de Hâm My), de Binh Phuoc, de Tây Nguyên, de Lam Dong, commune de Son Dien, district de Di Linh, dans les hauts-Plateaux du Centre (dix-huit lames) et de Phu Yen.
Le Đàn đá est un lithophone utilisé, au Viêt Nam, dans les Tây Nguyên, par les communautés ethnolinguistiques austroasiatiques et austronésiennes de l'espace de la culture des Gongs.

##### Instruments mobiles angulaires manufacturées et suspendus

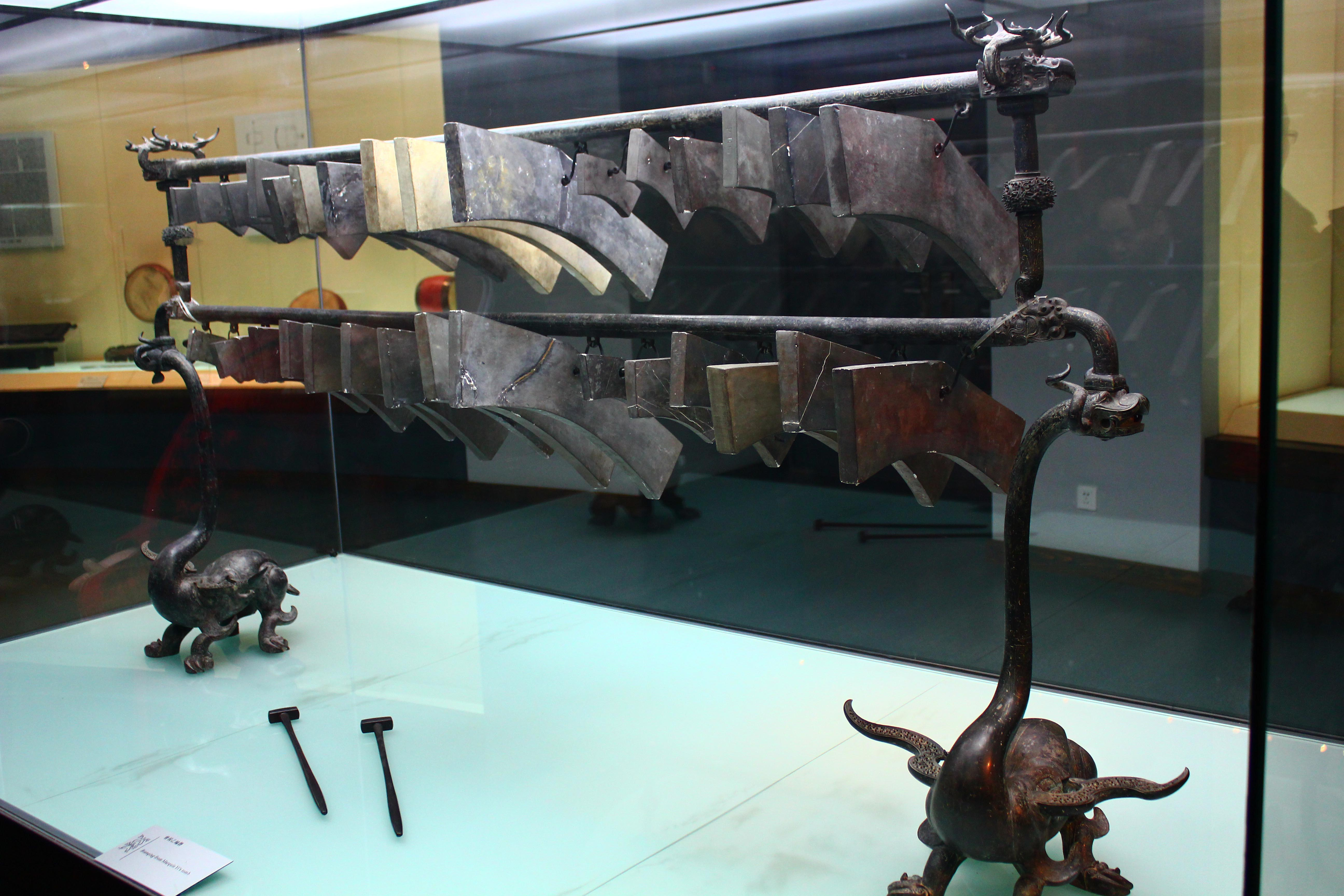
Le bianqing de la tombe du marquis Yi de Zeng (Hubei, Chine).

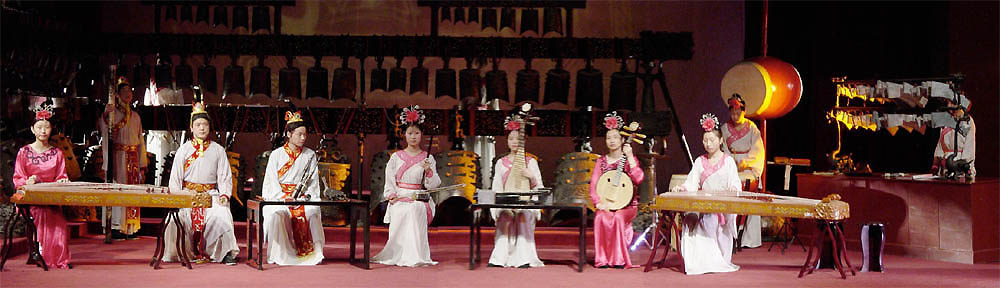
Concert interprété avec la reproduction des instruments de musique retrouvés dans la tombe du marquis Yi de Zeng. Le bianqing est à l'extrême droite.

Ces instruments sont le plus souvent sculptés et polis. Ils possèdent des formes et des styles caractéristiques.
Au Vietnam, les temples bouddhistes emploient, comme gongs, des biên khánkdes, disques de phonolite sculptée de motifs et percée d’un trou de suspension.
En Chine, de nombreux instruments de ce type firent leur apparition il y a au moins 2 000 ans. Le plus ancien semble être le qing. Le plus connu est le bianqing dont le plus ancien exemplaire, mis au jour en 1977 dans la tombe du marquis Yi de Zeng, inhumé en 433 av. J.-C., est conservé au musée provincial d'Hubei. Le 20 juillet 2004, des reproductions des instruments découverts dans la tombe ont été utilisés pour un concert donné au musée.
Au Japon et en Corée, des instruments dérivés du bianqing chinois sont utilisés. Le plus connu est le pyeongyeong coréen.

##### Pierres cylindriques manufacturées sculptées et polies
Outre les pierres conservées au musée de l'Homme, des pierres équivalentes de Nouvelle-Angleterre, seraient peut-être des lithophones.

## Lithophones récents
Le lithophone fut « réinventé » par Auguste Victor Mustel (à moins de 8 ans ?) en 1848. Cet instrument est un idiophone composé de pierres sonores taillées et polies, frappées avec des baguettes. Il est utilisé dans la musique indienne.
Le lithophone a été utilisé par le compositeur allemand Carl Orff dans certaines de ses œuvres. C'est son ami et luthier Klaus Becker-Ehmck qui lui a fabriqué ses instruments au sein de la société Studio 49 qu'ils avaient créée ensemble. Le lithophone est conservé au Rhythm! Discovery Center d'Indianapolis (Indiana, États-Unis).
Il fut aussi développé en Suisse et en Scandinavie ces dernières années.